# Massels
Massels ist eine französische Gemeinde mit 118 Einwohnern (Stand 1. Januar 2022) im Département Lot-et-Garonne in der Region Nouvelle-Aquitaine (vor 2016: Aquitanien). Die Gemeinde gehört zum Arrondissement Villeneuve-sur-Lot und zum Kanton Le Pays de Serres.
Der Name der Gemeinde leitet sich vermutlich vom Namen einer Person ab.
Die Einwohner werden Masselais und Masselaises genannt.

## Geographie
Die Gemeinde Massels liegt circa 16 Kilometer südöstlich von Villeneuve-sur-Lot in der historischen Provinz Agenais an der Grenze zum Département Tarn-et-Garonne.
Umgeben wird Massels von den Nachbargemeinden Massoulès im Norden, Saint-Amans-du-Pech im Osten, Blaymont im Süden sowie Frespech im Westen.
Massels liegt im Einzugsgebiet des Flusses Garonne. Die Tancanne, ein Nebenfluss des Boudouyssou, durchquert das Gebiet der Gemeinde.

## Geschichte
Auf der Straße zum Weiler Pardissous wurden Reste einer Villa gefunden, ein Beleg der Besiedelung des Gebiets seit der Antike. Die Entwicklung von Massels ging im Hochmittelalter einher mit der Einrichtung eines Priorats und einer Komturei des Templerordens, die heute verschwunden ist. Sie unterstand der Abtei Saint-Pierre in Moissac und empfing die Ritter des Malteserordens. Die Pfarrgemeinde von Sainte-Quitterie mit ihrer Zweiggemeinde Saint-Pierre gehörte zum Erzpriestertum von Villeneuve. Sie lag im Gerichtsbezirk von Penne-d’Agenais, ab dem 15. Jahrhundert dem von Frespech.

## Einwohnerentwicklung
Mit Beginn der Aufzeichnungen erreichte die Einwohnerzahl zu Beginn des 19. Jahrhunderts einen Höchststand von rund 390. In der Folgezeit sank die Größe der Gemeinde bei kurzen Erholungsphasen bis nach dem Zweiten Weltkrieg zunächst auf 120 Einwohner. Es folgte eine Wachstumsphase bis zu den 1960er Jahren mit einem relativen Höchststand von 120 Einwohnern. Eine erneute Stagnationsphase schloss sich bis zur Jahrtausendwende an, bevor eine neue Phase mit moderatem Wachstum einsetzte, die heute noch anhält.
| Jahr      | 1962 | 1968 | 1975 | 1982 | 1990 | 1999 | 2006 | 2011 | 2022 |
| --------- | ---- | ---- | ---- | ---- | ---- | ---- | ---- | ---- | ---- |
| Einwohner | 168  | 137  | 110  | 109  | 104  | 91   | 103  | 111  | 118  |

## Sehenswürdigkeiten

### Pfarrkirche Sainte-Quitterie
Die Kirche ist der heiligen Quiteria geweiht, die insbesondere in der Gascogne verehrt wird. Das einzige Gebäude, das von der Komturei die Jahrhunderte überdauert hat, ist die romanische Kirche aus dem 12. Jahrhundert. Im 15. Jahrhundert wurde sie um zwei Seitenkapellen erweitert. Die nördliche wurde vor 1668 zerstört, wie an zugemauerten Arkaden zu erkennen ist. Die südliche Kapelle wurde von den Seigneurs von Lacam als Friedhofskapelle genutzt. Sie ist am Ende des 15. Jahrhunderts mit Wandmalerei verziert, die erst 1993 wiederentdeckt wurde. Ein Sakramentshaus mit einem geschweiften Sturz ist in die südliche Wand der Kapelle eingelassen. Im 18. Jahrhundert sind südlich eine Vorhalle und eine Sakristei angebaut worden. In der Vorhalle befindet sich das westliche Eingangsportal am Fuß des Glockengiebels. Dieser besitzt zwei rundbogenförmige Öffnungen für die Glocken. Das Gewölbe des Langhauses, das 1668 noch fehlte, entstand am Ende des 18. oder zu Beginn des 19. Jahrhunderts. Im Jahre 1880 wurde die Vorhalle durch den Unternehmer Tancogne repariert, die zuvor in großen Teilen eingestürzt war.
Der Friedhof umsäumt die Apsis, die schmaler als das Langhaus ist und mit einem Kesselgewölbe ausgestattet ist. Ein rundbogenförmiger Triumphbogen ist ihr im Inneren vorgelagert, der auf dicken Pfeilern ruht. Das einschiffige Langhaus ist mit einem Tonnengewölbe versehen, die südliche Kapelle mit einem vierteiligen Kreuzrippengewölbe. Die Kirche ist mit einem mittleren, gleichmäßigen Mauerwerksverband erbaut, mit Ausnahme der Vorhalle, der Sakristei und des Glockengiebels, die mit dicken Bruchsteines errichtet wurden. Eine Empore aus Eichenholz mit einem Geländer mit flach abgeschnittenen Balustern befindet sich an der Westseite des Langhauses.
Die Kirche ist seit dem 26. August 1994 als Monument historique eingeschrieben, die Seitenkapelle seit dem 27. Dezember 1996 als Monument historique klassifiziert.
Der Untersuchungsbericht von 1572, der nach der Plünderung der Kirche durch Hugenotten angefertigt wurde, beschreibt die Kirche als abgebrannt mitsamt ihrer Ausstattungsgegenstände einschließlich der Glocken. Nicolas de Villars fand im Jahre 1595 die Kirche in einem ziemlich guten Zustand vor, allerdings ohne Taufbecken oder Verschönerungen. Im Laufe des 17. Jahrhunderts wurde die Ausstattung wiederhergestellt. 1668 wurde der Hauptaltar mit seinem Antependium aus Tapisserie und seinem vergoldeten und bemalten Tabernakel als prächtig bezeichnet. Es gab außerdem ein großes Gemälde mit gekreuzigtem Christus zwischen der heiligen Quiteria, dem heiligen Laurentius und Ludwig IX. und Kerzenleuchter aus vergoldetem Holz. Außer einem Taufbecken aus dem 17. Jahrhundert sind keine dieser Elemente übrig geblieben. Die gesamte Ausstattung wurde in der ersten Hälfte des 19. Jahrhunderts vollständig ausgetauscht. Die beiden klassizistischen Altare datieren ebenso wie die Kanzel vermutlich aus den 1820er Jahren. Das Weihwasserbecken trägt die Jahreszahl „1820“. Arbeiten in der südlichen Kapelle in den Jahren 1993 und 1994 brachten bedeutende Wandmalereien zutage, die vermutlich aus dem späten 15. Jahrhundert datieren.
Die Wandmalerei unter Verwendung von Leimfarbe besteht aus Fragmenten von Bildern auf drei Ebenen, die durch Blenden getrennt sind. Eine vierte, oberste Ebene erstreckt sich zwischen die Rippen des Gewölbes. Sie zeigen im Uhrzeigersinn auf der Nord-, Ost- und Südwand der Kapelle in chronologischer Abfolge die Passion, angefangen vom Abendmahl Jesu über den Judaskuss, das Aufsetzen der Dornenkrone, die Kreuztragung Christi, die Kreuzigung, die Kreuzabnahme, die Grablegung, die Auferstehung Jesu Christi bis zum Jüngsten Gericht.

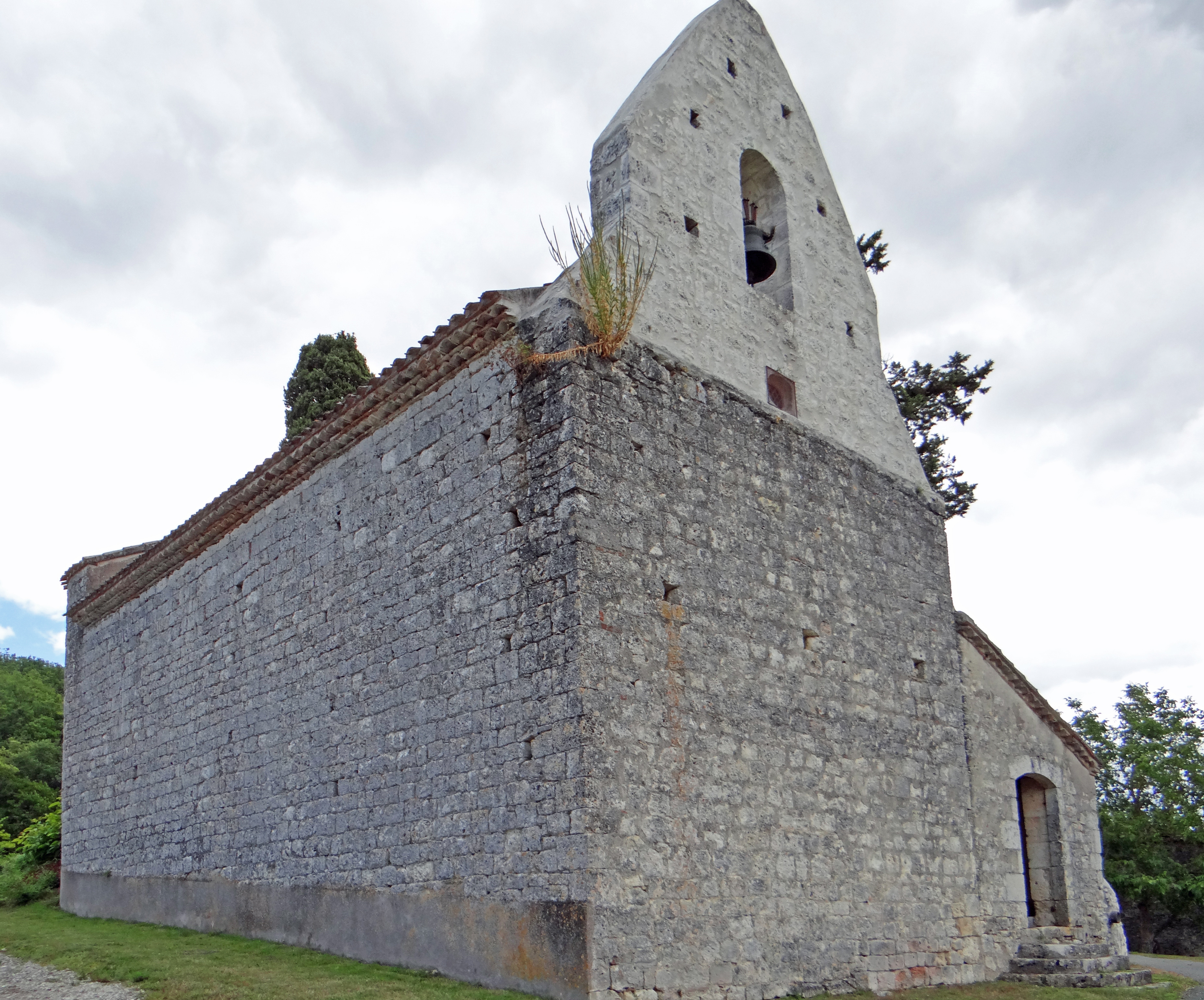
Pfarrkirche Saint-Pierre-ès-liens

### Pfarrkirche Saint-Pierre-ès-liens
Die erste Kirche wurde im Jahre 1072 an die Abtei Saint-Pierre in Moissac geschenkt. Der älteste Teil der heutigen Kirche ist die Apsis, die aus der Mitte des 12. Jahrhunderts datiert. Ihre schmalen Fensteröffnungen sind bis auf eine Ausnahme im Laufe der Zeit zugemauert worden. Das Langhaus hat eine um sechs Steinreihen geringere Gebäudehöhe als die Apsis und ist zu einem etwas späteren Zeitpunkt erbaut worden. Im 18. Jahrhundert wurde die südliche Wand des Langhauses ausgebessert und eine Sakristei und eine Vorhalle südlich an das Langhaus angebaut. Der dreieckige Glockengiebel mit einer Bogenöffnung dürfte zur gleichen Zeit errichtet worden sein.
Ein Eingang in Form eines Segmentbogens erlaubt den Zugang zum einschiffigen Langhaus. Der Chor öffnet sich über einen Triumphbogen, der auf massiven Pfeilern ruht. Langhaus und das erste Joch des Chors sind mit einem Tonnengewölbe aus verputzten Bruchsteinen versehen, der Chor mit einem Kesselgewölbe. Die Apsis und die nördliche Wand des Langhauses sind aus mittlerem gleichmäßigen Mauerwerksverband gebaut, die südliche Wand des Langhauses zeigt in den oberen Partien einen ungleichmäßigen Mauerwerksverband. Die Dächer sind mit Hohlziegeln gedeckt. Wie bei der Pfarrkirche Sainte-Quitterie befindet sich auch hier eine Empore aus Eichenholz mit einem Geländer mit flach abgeschnittenen Balustern an der Westseite des Langhauses.
Die Kirche ist seit dem 30. März 1985 als Monument historique eingeschrieben.
Über die Kirchenausstattung liegen vor dem Jahr 1668 keine Informationen vor. Zu dem Zeitpunkt wird sie als bescheiden beschrieben. Der Hauptaltar besaß keinen Tabernakel, wurde aber überragt von einem Gemälde von sechs Fuß. Der Altar der heiligen Katherina besaß ein großes Retabel ohne Verzierungen. Außer einem silbernen Kelch gab es keine wertvollen Gegenstände bis zur Französischen Revolution, ein steinernes Taufbecken und ein Gemälde aus dem 17. Jahrhundert, das nicht identisch ist mit dem um 1668 beschriebenen Werk. Der Rest der Ausstattung stammt aus der Mitte oder der zweiten Hälfte des 19. Jahrhunderts.

### Schloss Lacam
Jean-François de Gourdon de Genouillac (1645–1696), Baron von Lespech, erlaubte in einem nicht datierten, aber vor 1682 entstandenen Dokument Coderc de Lacam, Hauptmann der Chevauleger, das bestehende Herrenhaus, Ställe, Nebengebäude, Taubenschläge und die Verteidigungselemente abzureißen. In der gleichen Schrift autorisierte er den Neubau nach den Vorstellungen Codercs. Es wurde außerdem eingeräumt, den Innenhof mit Portalen abzuschließen, eine Kapelle zu errichten, den Taubenschlag zu versetzen oder neu zu bauen und Fischteiche anzulegen. Am 20. September 1682 erteilte Coderc de Lacam dem Maurermeister Anthoine Dumoulin den Bauauftrag. Auf dem zentralen Schlussstein des Eingangs zu den Ställen ist die Jahreszahl „1679“ als ältestes Datum eingetragen. Es bezeichnet offensichtlich den Zeitpunkt der Erlaubnis und belegt, dass die Ställe als Erstes fertiggestellt wurden. Die Jahreszahl „1695“ auf dem Ostflügel des Hauptgebäudes belegt wahrscheinlich das Ende der Bauarbeiten. Die Kapelle dürfte etwas später im Jahre 1744 errichtet worden sein. Andere Jahreszahlen von Ende des 18. Jahrhunderts bezeugen eine Reihe von Bauarbeiten, „1770“ am Brunnenrad, „1771“ und „1789“ auf dem Verputz des Ostflügels, „1789“ auf dem Eingangsportal. Zum Anwesen gehörten eine Ziegelei im Weiler La Tuilerie, die zu einer Unterkunft verwandelt wurde, und zwei Wassermühlen über der Tancanne, von denen eine verschwunden und eine zerfallen ist.
Das Schloss ist am Rand einer Hochfläche über dem Fluss Tancanne errichtet worden. Die Gebäude sind U-förmig um einen Innenhof gruppiert, der im Norden durch ein Eingangsportal betreten werden kann. Das Hauptgebäude in der Mitte mit einem Sockelgeschoss mit Tonnengewölbe ist über eine gemauerte Treppe zu erreichen. Eine Holztreppe führt zum Dachgeschoss. Der Eingang wird durch ein Vordach geschützt, das auf zwei Säulen ruht, und ist von Pilastern eingerahmt, die ein Giebel bekrönt. Sieben große rechteckige Fenster geben Licht in das Erdgeschoss. Ein Zwillingsfenster beleuchtet das Sockelgeschoss. Der große Saal hat seinen ursprünglichen Kamin bewahrt. Dort ist ein Porträt des Bauherrn, Coderc de Lacam, auf einem Pferd zu sehen.
Die Nebengebäude auf der Nordseite des Innenhofs sind getrennt vom Wohngebäude. Sie bergen die Kapelle mit Tonnengewölbe, das Weinlager, einen Schuppen, das Backhaus, der Hühnerstall und der Pferdestall. Der Taubenschlag ist zwischen Backhaus und Hühnerstall eingeschoben. Der Brunnen in der Mitte des Innenhofs ist durch ein Zeltdach, das auf vier Pfeilern ruht und durch ein Drahtgitter geschützt. Im Westen des Anwesens erstreckt sich der Garten.
Das Schloss ist im Besitz einer Privatperson. Das Wohngebäude und seine beiden Flügel, Fassaden und Dächer der Nebengebäude und der Brunnen sind seit dem 9. Juli 1998 als Monuments historique eingeschrieben.

## Wirtschaft und Infrastruktur
Die Landwirtschaft ist einer der wichtigsten Wirtschaftsfaktoren der Gemeinde.

### Verkehr
Massels ist erreichbar über die Routes départementales 224 und 656, der ehemaligen Route nationale 656.

## Persönlichkeiten
Paul Froment, geboren am 17. Januar 1875 in Floressas (Département Lot), gestorben am 15. Juni 1898 in Les Roches-de-Condrieu (Département Isère), war okzitanischer Dichter und Félibrige im Quercy. Er lebte auf dem Gebiet der Gemeinde und schrieb hier viele seiner Werke. Paul Froment starb in jungen Jahren durch Ertrinken in der Rhone.